# Andrea Bocskorová
Andrea Bocskor (maďarsky Bocskor Medvecz Andrea, ukrajinsky Андрея Гейзівна Бочкор, Andreja Heyzivna Bočkor; * 11. srpna 1978, Berehovo) je maďarsko–ukrajinská historička, pravicová politička a vysokoškolská pedagožka. Mezi lety 2014 a 2024 poslankyně Evropského parlamentu za stranu Fidesz – Maďarská občanská unie, původně zasedající ve frakci Evropské lidová strany (EPP), od 3. března 2021 ve frakci Nezařazení (NA/NI).

## Biografie
Narodila se roku 1978 do maďarské rodiny na Zakarpatské ukrajině v tehdejším Sovětském svazu. Nejprve absolvovala studium angličtina–historie na Podkarpatské maďarské vysoké škole Františka II. Rákócziho (II. Rákóczi Ferenc Kárpátaljai Magyar Főiskola) v Berehove, roku 2010 získala obhajobou své disertační práce na téma: Obraz ukrajinských Maďarů a maďarské minulosti ukrajinskýma očima (1991–2007) doktorský titul na Univerzitě Loránda Eötvöse v Budapešti.
V roce 2013 získala titul kandidátka historických věd na Ústavu ukrajinských dějin na Národní akademii věd v Kyjevě. Do roku 2014 byla ředitelkou výzkumného Centra pro sociologický výzkum Tivadara Lehoczkého (Lehoczky Tivadar Társadalomtudományi Kutatóközpont) v Berehove a rovněž pedagožkou na Podkarpatské maďarské vysoké škole Františka II. Rákócziho tamtéž.

### Politická kariéra
V maďarských volbách do EP 2014 kandidovala na 9. místě kandidátní listiny koalice Fidesz–KDNP, jako kandidátka za "podkarpatské Maďary“, kteří žijí na území dnešní Ukrajiny. Získala mandát europoslance v osmém parlamentním cyklu a stala se členkou frakce Evropské lidové strany. Ve volbách do EP 2019 byla opětovně zvolena, když kandidovala na 10. místě kandidátní listiny koalice Fidesz–KDNP. V Evropské parlamentu pracovala jako místopředsedkyně Výboru pro kulturu a vzdělávání a Delegace v Parlamentním shromáždění Euronest. Po odchodu Fideszu ze struktur Evropské lidové strany zasedá od 3. března 2021 ve frakci Nezařazených.
Jejím hlavním politickým cílem bylo zastupovat zakarpatskou maďarskou menšinu v Evropské unii, prosazovat práva národnostních menšin, evropskou kulturní a jazykovou rozmanitost a zajistit používání menšinových jazyků na evropské úrovni. Kromě toho podporuje i evropskou integraci a politickou a ekonomickou stabilitu Ukrajiny.

## Soukromý život
Bocskor žije v etnicky většinově maďarském městě Berehove (maďarsky Beregszász) v Zakarpatské oblasti na Ukrajině.
Je držitelkou maďarského i ukrajinského státního občanství (což je zcela běžná praxe u příslušníků maďarské menšiny na Ukrajině, ačkoli v době jejího zvolení do EP ještě ukrajinské právo dvojí občanství neuznávalo). Je tedy vůbec první zvolenou Ukrajinkou v Evropském parlamentu.

## Publikace
- Módszertani segédlet a Kultúrtörténet című tantárgyhoz a nappali és levelező tagozatos hallgatók számára. Beregszász: II. Rákóczi Ferenc Kárpátaljai Magyar Főiskola, 2009. (Rákóczi-füzetek). (maďarsky)
- Alapvetések az ukrán magyarságkép kérdéséhez és a magyar múlt ukrán megítéléséhez, 1991–2011. Ungvár: PoliPrint, 2012. (maďarsky)
- A II. Rákóczi Ferenc Kárpátaljai Magyar Főiskola Lehoczky Tivadar Intézetének tanulmánygyűjteménye. Ungvár: PoliPrint, 2012. (maďarsky)